# Tripteroides sullivanae
Tripteroides sullivanae är en tvåvingeart som beskrevs av Francisco E. Baisas och Ubaldo-pagayon 1953. Tripteroides sullivanae ingår i släktet Tripteroides och familjen stickmyggor.
Artens utbredningsområde är Filippinerna. Inga underarter finns listade i Catalogue of Life.